# NiceLand
NiceLand je česká hudební skupina, která byla založena v roce 2006 v Praze. Hudební styl skupiny je v duchu britského soundu s prvky folku, popu i rocku. V současnosti zasahuje i do žánrů ambient a electro. Hlas frontmana Michala Motyčky dodává písním emotivní nádech.

## Historie
Skupina na sebe upozornila v roce 2007 v autorské soutěži hudebních talentů Coca Cola Popstar, ve které zvítězil tehdy ještě jako sólový interpret Michal Motyčka. O rok později natočili první album Little Black Book v produkci Yardy Helešice (ex-Support Lesbiens, dvojnásobný držitel cen České hudební akademie). Nahrávka kombinující britský sound s prvky folku, popu i rocku doplněná o hlas jim tehdy vynesla třikrát cenu Objev roku (TV Óčko, anketa Žebřík, Musicserver.cz), a několik dalších nominací na řadu cen, mnoho týdnů v předních hitparádách a redakce Musicserver.cz píseň Come on označila za nejlepší skladbu roku. Druhý singl Lost in Encrytion bodující sedm týdnů v hitparádě rádia Expres zazněl ve filmu Ocas ještěrky, pro který skupina nahrála ještě jednu skladbu s názvem Where a Light Comes From. Ta vyšla i na kompilaci Dej si bacha! vydané v rámci benefičního projektu  Art for Life zaměřeného na boj proti HIV a AIDS. Od roku 2008 skupina hraje v této sestavě: frontman Michal Motyčka, kytarista Tomáš Koula (ex-The Bliss, producent Prague Conspiracy, Pipes and Pints aj.) baskytarista Přemek Černík (promotér - Mighty Sounds, Sonisphere,) a bubeník Michal Budinský (ex-The Bliss, freelance fotograf/střihač/kameraman). V říjnu roku 2010 vydali v pořadí druhou desku s názvem God Has Her Ways. Na albu tentokrát spolupracovali všichni členové, novinka je tedy zásadním žánrovým odklonem od desky Little Black Book a charakterově se podstatně liší. Kromě kytarových skladeb se deska dostala i do ambientu a electro.
Nové album produkoval bývalý člen hudební skupiny Sunshine Amák Golden a kromě něho se na desce produkčně podíleli také zpěvák Sunshine - Kay Buriánek a kytarista The Prostitutes - Martin Přikryl. Ve skladbě 'Laugh All You Want hostoval frontman skupiny Sunflower Caravan - Andy Čermák, který je zároveň spoluautorem. Do dvou písní nahráli smyčce i členové České filharmonie. Novinku vydala skupina na vlastní náklady, s distribuční podporou vydavatelství Championship Music.
Jako první singl byla vybrána píseň I Won't Give In, která v hudební anketě Žebřík 2010 získala druhé místo v kategorii Skladba roku. Klip k songu Sleep At Night, jenž se natáčel v Los Angeles pod dohledem americké režisérky Niko Sonnberger, bodoval pět týdnů v hitparádě  Medúza a vysloužil si tak postup do Zlaté Medúzy.
Skupina objíždí přední České festivaly, ze kterých natáčí materiál pro další videoklip ke skladbě We Know Better (viz ocenění).
V lednu 2012 oznamují členové Tomáš Koula a Michal Budinský odchod ze sestavy a zbývající členové hledají nové spoluhráče k přípravě třetího alba.

## Sestava
- Michal Motyčka (kytara, zpěv)
- Tomáš Koula (kytara)
- Přemysl Černík (baskytara)
- Michal Budinský (bicí)

## Ocenění
| Rok  | Anketa            | Kategorie      | Místo    | Singl/Album       |
| ---- | ----------------- | -------------- | -------- | ----------------- |
| 2007 | Coca Cola Popstar | Objev roku     | 1. místo | -                 |
| 2008 | TV Óčko           | Objev roku     | 1. místo | Little Black Book |
| 2008 | Žebřík            | Objev roku     | 1. místo | Little Black Book |
| 2008 | Musicserver.cz    | Objev roku     | 1. místo | Little Black Book |
| 2008 | Musicserver.cz    | Skladba roku   | 1. místo | Come On           |
| 2010 | Žebřík            | Skladba roku   | 2. místo | I Won't Give In   |
| 2011 | Žebřík            | Skladba roku   | 3. místo | We Know Better    |
| 2011 | Žebřík            | Videoklip roku | 2. místo | We Know Better    |
| 2011 | Žebřík            | Zpěvák roku    | 3. místo |                   |

## Diskografie
- Little Black Book, (Sony BMG ČR, prod. Jaromír Yarda Helešic. 2008)
- God Has Her Ways (Championship Records, prod. Amak Golden, 2010)

## Videoklipy
- Come On (režie Risto Sokolovski, 2008)
- Lost In Encryption (režie Bohdan Zajčenko, 2008)
- Sleep At Night (režie Niko Sonnberger, 2010)
- We Know Better (režie Michal Budinský & Igor Zacharov, 2011)
- I Won't Give In (režie Niko Sonnberger, 2012)